# Agradecidos... Rosendo
Agradecidos... Rosendo es un disco de tributo que varias bandas de rock españolas grabaron en reconocimiento de la trayectoria del músico madrileño Rosendo Mercado.
Fue publicado en 1997 por el sello RCA y constaba de 14 canciones representativas de la trayectoria en solitario del músico de Carabanchel interpretadas por otras tantas bandas entre las que se encontraban algunas de las más importantes del rock en España como Extremoduro, Reincidentes o Ska-P.

## Lista de canciones
1. Entonces Duerme (Los Enemigos)
2. Agradecido (Barricada)
3. Pan de Higo (Reincidentes)
4. Crucifixión (Extremoduro)
5. Borrachuzos (Porretas)
6. Majete (A Palo Seko)
7. Nada Especial (Pulgar)
8. Navegando (Ska-P)
9. ¿De qué Vas? (Siniestro Total)
10. Del Pulmón (Buenas Noches, Rose)
11. Los de Siempre (Mamá Ladilla)
12. Y Dale (Gran Jefe)
13. ¿Qué me Das? (Los Ronaldos)
14. Hasta de Perfil (Canallas)